# نیل کریچلی
نیل کریچلی (انگلیسی: Neil Critchley؛ زادهٔ ۱۸ اکتبر ۱۹۷۸) بازیکن سابق و مربی فوتبال اهل انگلستان است.
از باشگاه‌هایی که در آن بازی کرده‌است می‌توان به باشگاه فوتبال کرو آلکساندرا اشاره کرد.